# 扬尼斯·梅塔克萨斯

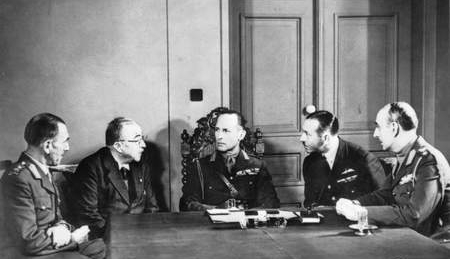
迈塔克萨斯(第二)和乔治二世(中间)以及亚历山德罗斯·帕帕戈斯在盎格鲁-希腊战争会议期间.

扬尼斯·梅塔克萨斯（羅馬化：Ioánnis Metaxás；1871年4月12日—1941年1月29日），又译为“迈塔克萨斯”，是希腊将军和政治人物，1936年至1941年期间的独裁者。曾短暂於1936年4月12日至1936年8月間出任希腊首相，其後在1936年8月至1941年1月29日期間成為独裁者，亦即八月四日體制。

## 生平
扬尼斯·梅塔克萨斯生于希腊伊薩基島，1897年参加希土战争。后去德国学习军事（在柏林的普魯士軍事學院研習），他對德國式的紀律與認真極其欽佩，認為正是希臘國民長期欠缺的個人紀律和美德。巴尔干战争期间在总参谋部工作，表现突出。1913年任参谋长，但在1915年辭去參謀長一職，以表示對總理韋尼澤洛斯分裂希臘的政變不滿；後來卻在1916年晋升将军。第一次世界大战期间极力保持希腊中立，但未成功。
他反对韦尼泽洛斯首相征服小亚细亚的帝国主义计划，在政治上是坚定的君主派和極右派，1917年康斯坦丁国王退位，他离开祖国，1920年国王复位，他又重返家园，但在政治上長期不得志。1923年废除君主制度，他又短期离开希腊，後來在共和国时期担任过部长（1928年）。此后领导一个极端保皇派的小党，坚决反对共和政府。
1935年王政复辟，翌年春国王乔治二世任命他为戰爭部長，當首相康斯坦蒂诺斯·德米列切斯於4月突然病逝後，他整合了各方歧見並繼任首相、組織政府。同年8月，他开始实行独裁统治（八月四日體制），采取各种法西斯手段，使用欺騙的手段取消了憲法的主要條文，並以暴力镇压反对的政党（主要是韋尼澤洛斯派和共產黨）。但在同时，也进行了一些经济和社会改革。梅塔克萨斯這種（準）法西斯體制，比現在法西斯體制更廣泛地採用了許多外部標誌，並將之包裝在溫和威權主義的外衣之下。這樣的「君主獨裁」當時流行於1930年代的巴爾幹半島。梅塔克萨斯的專制政治頗受希臘人歡迎，因為他成功詮釋了「第三次希臘文明」的內涵，巧妙地將古典希臘價值、中世紀的異教思想，以及基督教化的希臘世界結合為一。
雖然模仿法西斯的體制，梅塔克萨斯在外交方面仍忠實執行以往的親英政策。當1939年9月二次大戰爆發時，雖然面對德義軸心國的厲聲恫嚇，他仍堅持親英的中立政策。當1940年10月28日意大利提出羞辱性的最後通牒時，他順從民意毅然回絕，捍衛了希臘的尊嚴和勇氣。當義大利入侵希腊时，他的國防改革成功抵住義軍的入侵，更跨出國界反攻義大利佔領的阿爾巴尼亞，並使希腊参加西方盟国集团。他掌握权力直至1941年1月去世，死後三個月義大利在德國馳援下重新對希臘開戰，這次保加利亞王國亦參與入侵行動，希臘戰役爆發，希臘被瓜分佔領。

## 延伸阅读
- Pelt, Mogens. . Totalitarian Movements and Political Religions. Winter 2001, 2 (3): 143–172. doi:10.1080/714005461.
- Joachim G. Joachim, Ioannis Metaxas. The Formative Years 1871-1922, Verlag Franz Philipp Rutzen, ISBN 978-3-941336-03-2